# Дорийн Върчу
Дорийн Върчу (на английски: Doreen Virtue) е американска психоложка (доктор по психология), обявила се за „лечител на духа чрез ангелска терапия“ и писателка (авторка на книги за парапсихология и ясновидство).

## Биография
Дорийн Върчу е доктор по психология, обявила се за ясновидка, която работи с ангелите, елементалите и извисените учители; описва ги в книгите си и преподава за тях. Дорийн е авторка на много книги и гадателски карти, сред които „Лечение с ангелите“, „Архангели и Извисени учители“, „Ежедневни напътствия от вашите ангели“. Дорийн участва в много международни телевизионни и радиопредавания, води редовни рубрика в духовни периодични издания и провежда курсове и семинари за работа с ангелите.
Родом от Калифорния, има двама сина. Тя и петият й съпруг живеят в щата Вашингтон, след като се преместиха от Хавай през 2017 г

## Произведения
- I'd Change My Life If I Had More Time (1996)
- The Yo-Yo Diet Syndrome (1997)
- The Lightworker's Way (1997)
- Angel Therapy (1997)
- Chakra Clearing (1998)
- Лечение с ангелите: Как ангелите могат да ви помогнат във всяка област на живота, Healing With The Angels (1999)
- Healing With The Fairies (2001)
- The Care And Feeding Of Indigo Children (2001)
- Eating In The Light (2001)
- Losing Your Pounds Of Pain (2002)
- Earth Angels (2002)
- Послания от Ангелите, Messages From Your Angels (2003)
- Кристалните деца: Какво трябва да знаем и как да се грижим за най-новото поколение, The Crystal Children (2003)
- Archangels & Ascended Masters (2004)
- Crystal Therapy (2005)
- Angel Numbers (2005)
- Angel Medicine (2005)
- Divine Magic (2006)
- Angels 101 (2006)
- Daily Guidance from Your Angels (2006)
- Goddesses & Angels (2007)
- Fairies 101 (2007)
- Realms of the Earth Angels (2007)
- Целебни слова от ангелите: 365 послания за всеки ден, Healing Words From the Angels (2007)
- How to Hear Your Angels (2007)
- My Guardian Angel (2007)
- Solomon's Angels (2008)
- The Miracles of Archangel Michael (2008)
- Signs From Above (2009) – с Чарлз Върчу